# 征用
征用是一种政府行政行为，指政府为公共利益的需要而强制性地使用民事主体（公民个人或组织）的財產。
依据财产性质，征用可分为動產征用和不动产征用。动产征用常见于自然灾害、社会动乱等紧急状态下的征用，又称为紧急征用:71、应急征用:622。征用结束后，征用物会有原物归还、造成损失:71、征用物湮灭等多种境况。征用物湮灭，如禽流感疫情下，政府对私人所有的家禽进行扑杀:176。不动产征用常见于土地、房屋等征用，又可称为征收。
政府征用的目的是“公共利益的需要”，同时必须保障民事主体（个人或组织）的私有財產權。各国財產權宪法保障规范大多由不可侵犯条款（或保障条款），制约条款（或限制条款），损害赔偿条款（或征用补偿条款）三层结构组成:176。各国紧急征用补偿的法律标准不一，补偿方式可分为直接补偿、间接补偿等，又有全额补偿、适当补偿、平衡补偿:626—628、公平补偿、正当补偿等说法。中华人民共和国研究者指出，由于本国没有专门征用补偿法，紧急征用的补偿多称“适当补偿”、“相应补偿”，因此含义不明、标准不定。实践中，当事人可能仅获得较少补偿或根本不补偿:71—72。